# Liste der Baudenkmale in Lambrechtshagen
In der Liste der Baudenkmale in Lambrechtshagen sind alle Baudenkmale der Gemeinde Lambrechtshagen (Landkreis Rostock) und ihrer Ortsteile aufgelistet (Stand 10. Februar 2021).

## Baudenkmale in den Ortsteilen

### Lambrechtshagen
| ID  | Lage                  | Bezeichnung                                           | Beschreibung | Bild                                                  |
| --- | --------------------- | ----------------------------------------------------- | --- | ----------------------------------------------------- |
| 491 | Bauernreihe 3 (Karte) | Pfarrhof mit Wohnhaus, Scheune und Wirtschaftsgebäude | | Pfarrhof mit Wohnhaus, Scheune und Wirtschaftsgebäude |
| 493 | Dorfstraße (Karte)    | Kirche                                                | Die Kirche ist ein einschiffiger Bau, der Chor ist der älteste Teil und aus Feldsteinen gefertigt und von einem Gewölbe abgeschlossen. Man kann ihn noch in die Übergangszeit von der Romanik zur Gotik einordnen, die schlitzförmigen Lichtöffnungen weisen darauf hin. Das gotische Langhaus aus Ziegeln wurde später gebaut, Bauzeit war zum Ende des 14. Jahrhunderts. | Kirche                                                |
| 494 | Friedhof (Karte)      | Kriegerdenkmal 1914/18                                | | Kriegerdenkmal 1914/18                                |

### Allershagen
| ID | Lage                       | Bezeichnung                                               | Beschreibung                     | Bild                                                      |
| -- | -------------------------- | --------------------------------------------------------- | -------------------------------- | --------------------------------------------------------- |
| 3  | Alte Dorfstraße 11 (Karte) | Bauernhof mit Wohnhaus, Hallenscheune, Speicher und Göpel | Scheune ist nicht mehr vorhanden | Bauernhof mit Wohnhaus, Hallenscheune, Speicher und Göpel |

### Sievershagen
| ID  | Lage                        | Bezeichnung                                                | Beschreibung | Bild                                                       |
| --- | --------------------------- | ---------------------------------------------------------- | ------------ | ---------------------------------------------------------- |
| 687 | Alt Sievershagen 12 (Karte) | Bauernhof mit Wohnhaus und Speicher                        |              | Bauernhof mit Wohnhaus und Speicher                        |
| 685 | Alt Sievershagen 16 (Karte) | Bauernhof mit Hallenhaus, Scheune und ehemaligem Ställchen |              | Bauernhof mit Hallenhaus, Scheune und ehemaligem Ställchen |
| 686 | Alt Sievershagen 28 (Karte) | Bauernhaus                                                 |              | Bauernhaus                                                 |

### Vorweden
| ID  | Lage               | Bezeichnung | Beschreibung | Bild           |
| --- | ------------------ | ----------- | --- | -------------- |
| 753 | Vorweden 5 (Karte) | Wohnhaus    | Zwischen Vorweden und Lambrechtshagen liegt das Waldgebiet Mönkweden. Das gleichnamige Forsthaus in der Mitte des Waldes ist ein denkmalgeschützter Fachwerkbau. | Weitere Bilder |

## Quelle
Denkmalliste des Landkreises Rostock A ‐ Z (Stand: 10. Februar 2021; PDF, 497 KB)